# Клерво (кантон)
Клерво́ (люкс. Klierf) — самый северный кантон Люксембурга, расположенный на люксембургско-бельгийской границе. Относится к округу Дикирх.
К кантону Клерво относятся 8 коммун: Клерво, Констум, Хайнершайд, Хозинген, Мюнсхаузен, Труавьерж, Вейсвампах и Винкранж.